# Darraðarljóð

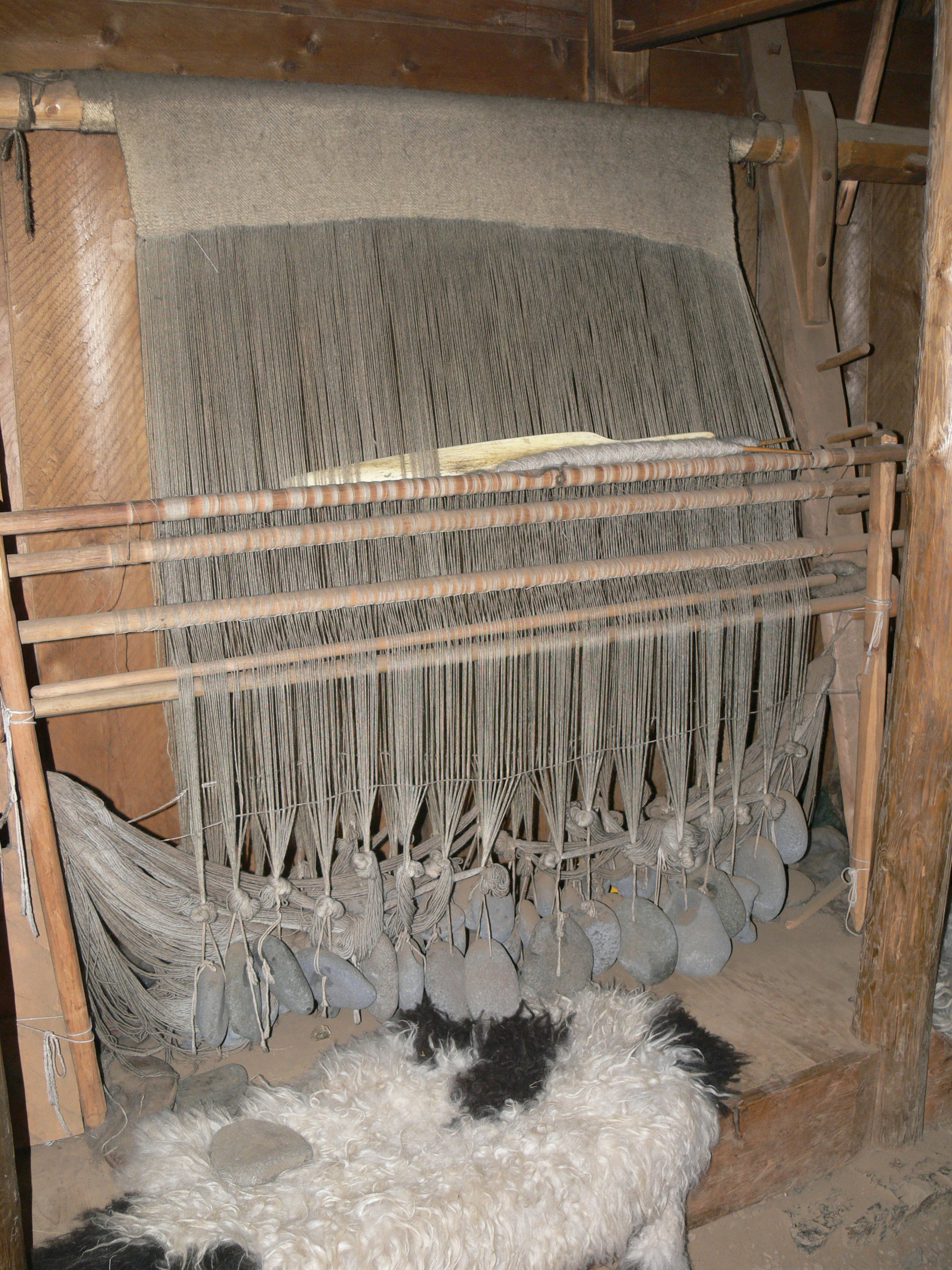
Varptyngd väv på museet i Eiríksstaðir, Island.

Darraðarljóð (Spjutsången eller Spjutgudens sång) är ett anonymt kväde på fornyrðislag, som har bevarats i fyra handskrifter av Njáls saga. I kvädet skildras hur en grupp valkyrior väver fram ett blodigt fältslag på en makaber vävstol konstruerad av vapen och likdelar. Den drabbning som väverskorna avgör skulle enligt sagan ha varit slaget vid Clontarf långfredagen år 1014. Tio strofer och en halvstrof ur kvädet har bevarats. De övernaturliga väverskorna var enligt sagan tolv till antalet, men endast sex av dem nämns i dikten vid namn.

## Slaget vid Clontarf
Det sällsynt blodiga slaget vid Clontarf utkämpades den 23 april 1014 mellan Irlands överkonung Brian Boru och kungen av Leinster Máel Mórda mac Murchada. Allierad med kungen av Leinster var hans frände Sigtrygg silkesskägg, kung av Dublin, samt Orkneyjarlen Sigurd Lödvesson (Hlǫðvisson). Vikingar deltog i striden på båda sidorna. Njals saga nämner särskilt vikingahövdingen Broder från Man, som kämpade för kung Sigtrygg, samt hans före detta kumpan Ospak som anslöt sig till kung Brian.
Brians här segrade, men kungen själv stupade med sin son. Den ende hövding som överlevde – av dem som nämns i Njals saga – var Sigtrygg silkesskägg. Femton av mordbrännarna från Bergtorsval, vilka var skyldiga till mordet på Njal Torgeirsson, fann också döden på slagfältet, vilket är anledningen till att en skildring av detta slag har kommit att infogas som avslutning på sagan.

## Ett järtecken
Efter stridsskildringen återberättar Njals saga flera järtecken som sågs i samband med slaget. Störst utrymme får berättelsen om en man vid namn Dörrud (Dǫrruðr) från Katanäs (Caithness) i nordligaste Skottland, som samma dag som slaget inträffade såg tolv gestalter träda in i en halvt underjordisk vävkammare (dyngja). Då han nyfiket kikade in genom en glugg i dörren såg han att det var valkyrior – och de hade satt upp en makaber väv. ″Manshuvuden använde de som tyngder, tarmar som varp och väft, ett svärd som vävsked och en pil som skyttel.″ De vågräta stänger (skǫpt), som höll isär varptrådarna, var blodiga spjut. Under arbetet sjöng väverskorna en kuslig sång, varav framgår att de likt nornor formade de stridandes öden i väven. Här följer sångens två första strofer:
| Vítt es orpit fyr valfalli rifs reiðiský; rignir blóði; nú's fyr geirum grár uppkominn vefr, verþjóðar es vinur fylla. [rauðum vepti Randvés bana.] Sjá's orpinn vefr ýta þǫrmum ok harðkléaðr hǫfðum manna; eru dreyrrekin dǫrr at skǫptum, járnvarðr yllir, en ǫrum hrælaðr. [skulum slá sverðum sigrvef þenna]. | Vida vådspänts för väntat slag vävboms skyttelsky: vått sköljer blodsregn: världsålderns väv den vadmalsgrå växer kring spjuten och vi den fyller med Randvers rånares röda inslag. Vävens varp är våldsmäns tarmar, hängande vikterna huvud av män, blaggarnsrafterna bloddränkta spjut, skjutbommen järnskodd, skyttlarna åror: med svärden slår vi segerns väv. | Uppspänd är väven till varsel om manfall, från bommens molntapp regnar det blod. Nu över spjuten spännes den gråa livstrådens varp som väverskor fyller med Valhall-gudens rödaste väft. Tät är vår varp av mäns tarmar, hårt är den tyngd av mäns huvuden, spänd är den av järnskodda spjut. Med våra vapen väver vi död. – |  |

### Valkyriorna
Fyra av valkyriorna presenteras i tredje strofen med namn:
| Gengr Hildr vefa ok Hjǫrþrimul, Sanngríðr, Svipul sverðum tognum; skapt mun gnesta, skjǫldr mun bresta, mun hjalmgagarr í hlíf koma. | Hild hasplar och Hjörtrimul, Svipul och Sangrid med svärden dragna: lansskaft knakar och lindsköld brakar, hjälmkrossarn ljungande genom slår. | Hild går att väva och Hjörtrimul, Sanngrid, Svipul med dragna svärd. Spjut må skaka, sköldar braka, kampens bestar i brynjor bita. |  |

Namnet Hild betyder "kamp" och "strid". Hjörtrimul (Hjǫrþrimul) kan översättas "svärdskämpe" eller kanske "den järnhårt svärdblixtrande". Sanngrid (Sanngriðr eller Sangriðr) betyder troligen "den mycket grymma", och Svipul betyder "den föränderliga", vilket anses syfta på stridslyckan. Namnets maskulina motsvarighet är Svipall, vilket enligt Grímnismál 47 och tulorna är ett namn på Oden.
Ytterligare två valkyrior namnges i femte strofen, nämligen Gun (Gunnr eller Guðr) och Göndul (Gǫndul). Gun och Hild är synonymer, medan Göndul kommer av ordet gandr och betecknar en kvinna som sysslar med trolldom. Man kan lägga märke till att gudinnan Freja själv, som var upphov till sejden, använder Göndul som pseudonym i sagan Sǫrla þáttr. Också namnet Göndul har en maskulin motsvarighet i Göndlir (Gǫndlir), som är ett namn på Oden.
Samtliga valkyrienamn är således hämtade från krigets sfär, möjligen med undantag för Göndul – men även trolldom stod i krigets tjänst.
När valkyriorna har vävt väven färdig sliter de sönder den, och var och en behåller sin bit. Sedan stiger de till hästs och rider bort; sex mot söder, sex mot norr. Njals saga tillägger att samma syn som Dörrud skådade i Katanäs också sågs på Färöarna av en man vid namn Brand Gneistesson.
En intressant fråga är om en sammankomst av det slag som dikten beskriver kan ha haft någon motsvarighet i verkligheten. Var de vävande valkyriorna gydjor, som med vävstolsmagi trodde sig kunna avgöra fältslag och hjälpa sina stridande män på slagfältet? Den frågan ställer arkeologen Kristina Svensson:
| ” | Av sången framgår tydligt att väverskorna är blodtörstiga, att de hetsar till krig och har ett stort engagemang för striden. Det är inte omöjligt att de verkliga kvinnorna i stormännens hallar tog på sig valkyriornas uppgifter i Spjutsången och nyttjade sina vävstolar som vapen när deras män drog ut i strid. | „ |

### Spjutgudens väv
I tre strofer upprepar dikten raderna:
Vindum, vindum,
vef darraðar.
Darraðr är ett av många ord för "spjut". Vef darraðar betyder alltså "spjutets väv", vilket kan tolkas som en kenning för striden. Båda raderna blir i översättning "vi väva, vi väva, spjutets väv". Men det är egendomligt att ordet darraðr (genitiv: darraðar) står i singularis.
Kenningen vefr darraðar förekommer också i Egil Skallagrimssons Huvudlösen, och i Snorre Sturlassons Háttatal står "skúrum darraðar sær niðr", det vill säga "spjutregnet faller ned" – men också i detta "spjutregn" har ordet "spjut" entalsform. Filologen Hjalmar Falk drog därför slutsatsen att ordet darraðr eller dǫrruðr har varit ett Odensheiti (täcknamn för Oden). Spjutet var ju Odens attribut liksom hammaren var Tors, och Oden har i tulorna många namn som anknyter till hans roll som spjutgud, till exempel Geirlǫðnir och Geirtýr. Omskrivningen vefr darraðar skulle då betyda "spjutgudens (=Odens) väv", vilket också är en kenning för strid. Gudanamnet Darraðr eller Dǫrruðr härledde Falk från *Darr-hǫðr, som betyder "spjutgud".
Den person vid namn Dörrud, som enligt Njals saga blev åsyna vittne till de tolv väverskorna, verkar alltså ha fått sitt namn genom ett missförstånd. Namnet Darraðarljóð syftar inte på detta förmenta ögonvittne, utan på den i dikten upprepade stridskenningen vefr darraðar, spjutgudens – det vill säga krigets eller stridens – väv.

## Diktens ålder
Darraðarljóð anses allmänt vara äldre än Njals saga, även om det är osäkert vilket fältslag dikten ursprungligen har åsyftat. Inga namn på de stridande nämns i dikten. I fjärde och femte strofen omtalas en "ung konung", vilket har tolkats som Sigtrygg silkesskägg. I sjunde strofen sägs två furstar falla i striden, varav en nämns som jarl – kanske Brian Boru och Sigurd jarl. Även om kung Brian troligen mördades i sitt läger, finns dock ingenting som direkt motsäger den tradition som knyter dikten till Clontarfslaget. Både Finnur Jónsson och Sophus Bugge antar att dikten har tillkommit på grundval av färska intryck från detta dittills osedda blodbad – kanske redan år 1015. Samma gissning framförs av Rudolf Simek.
Stilmässigt ligger dikten mycket nära de klassiska eddasångerna och medtogs av denna anledning i Andreas Heuslers och Wilhelm Ranischs samling Eddica minora, 1903.